# Clause de suprématie (États-Unis)
Pour les articles homonymes, voir Clause de suprématie.

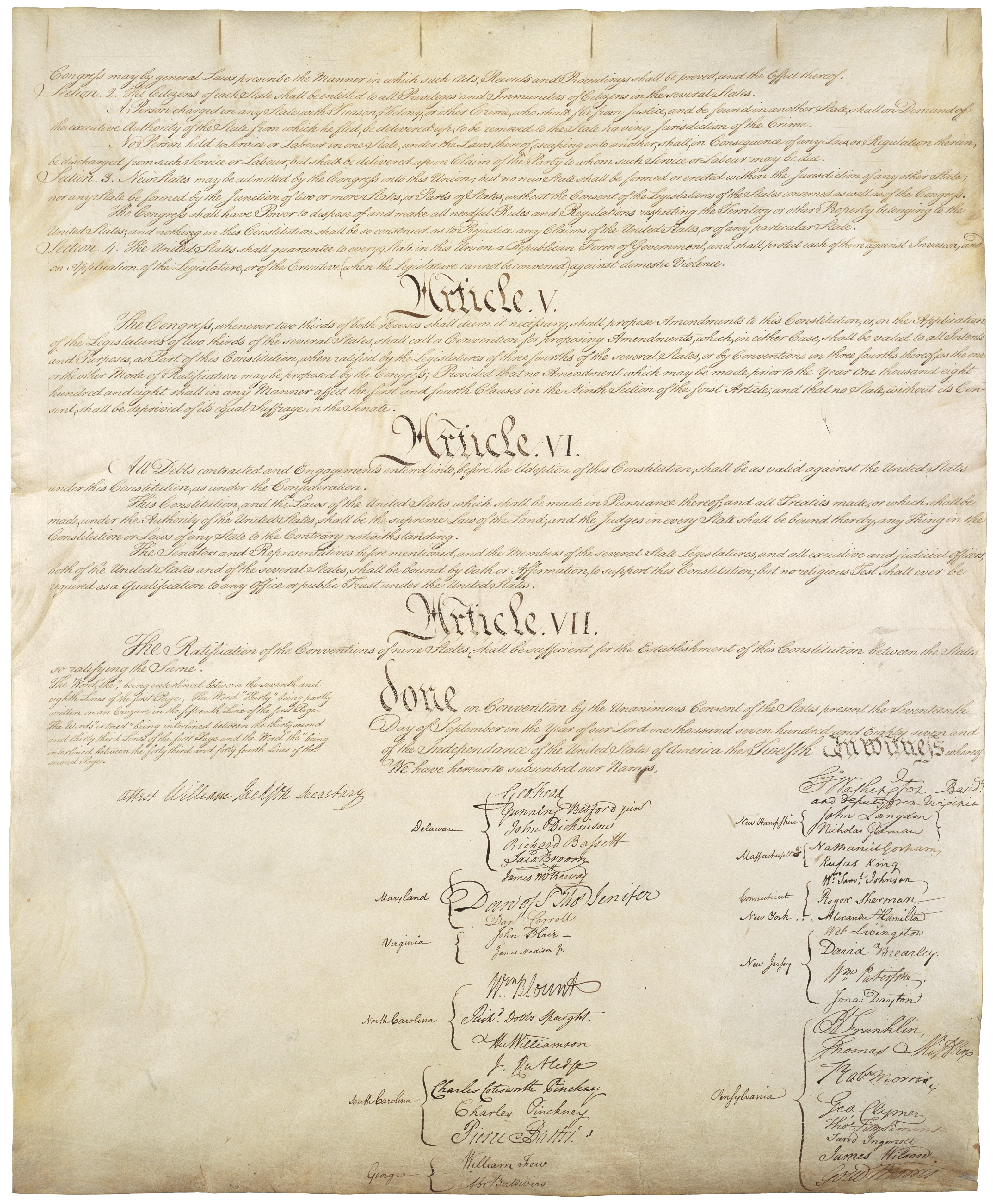
Quatrième page de la Constitution des Etats-Unis, sur laquelle figure l'article VI.

La deuxième clause de l'article VI de la Constitution américaine, plus communément désignée sous le nom de clause de suprématie, statue que la Constitution des États-Unis, ainsi que les lois et traités adoptés par le gouvernement fédéral, constituent « la loi suprême de la nation » (« the supreme law of the land » en anglais). Cela signifie que les États des États-Unis ne sont pas souverains et qu'en dernier recours, c'est toujours l'autorité de l'Union qui prime sur la constitution et les lois de chacun des États de l'Union. Le dixième amendement indique que les droits qui ne sont pas indiqués par la Constitution reviennent aux États.
La clause de suprématie fut limitée par la cour suprême qui statua que les autorités fédérales ne peuvent forcer les autorités étatiques à appliquer les lois